# Miss World 1953
A Miss World 1953 a 3. versenye volt az évenkénti megrendezésű Miss World nemzetközi szépségversenynek. A győztes a francia Denise Perrier lett, akinek a személyében először nyerte meg Franciaország a versenyt. A rendezvényen először ebben az évben vett részt ázsiai és afrikai ország.

## Eredmény
| Helyezés        | Név                               |
| --------------- | --------------------------------- |
| Miss World 1953 | - Franciaország - Denise Perrier  |
| 2. helyezett    | - Görögország - Alexandra Ladikou |
| 3. helyezett    | - Egyiptom - Myshimarina Papaelia |
| 4. helyezett    | - Srí Lanka - Manel Illangakoon   |
| 5. helyezett    | - Monaco - Elizabeth Chovisky     |
| 6. helyezett    | - USA - Mary Kemp Griffin         |

## Versenyzők
Ez volt a verseny történetében az első olyan év, amikor Nagy-Britanniából csak 1 versenyző vett részt.
| Ország             | Versenyző neve        | Nemzeti verseny     |
| ------------------ | --------------------- | ------------------- |
| Dánia              | Ingrid Andersen       | Miss Dánia          |
| Egyiptom           | Myshimarina Papaelia  | Miss Egyiptom       |
| Finnország         | Maija-Riitta Tuomaala | Miss Finnország     |
| Franciaország      | Denise Perrier        | Miss Franciaország  |
| Görögország        | Alexandra Ladikou     | Miss Görögország    |
| Hollandia          | Yvonne de Meijer      | Miss Hollandia      |
| Izrael             | Havatzelet Dror       | Miss Izrael         |
| Monaco             | Elizabeth Chovisky    | Miss Monaco         |
| Egyesült Királyság | Brenda Mee            | Miss Nagy-Britannia |
| Németország        | Wilma Kanders         | Miss Németország    |
| Norvégia           | Solveig Gulbrandsen   | Miss Norvégia       |
| Srí Lanka          | Manel Illangakoon     | Miss Srí Lanka      |
| Svájc              | Odette Michel         | Miss Svájc          |
| Svédország         | Ingrid Johansson      | Miss Svédország     |
| USA                | Mary Kemp Griffin     | Miss USA            |

### Első részvétel
1953-ban az alábbi országok először vettek részt a versenyben:
- Izrael
- Egyiptom
- Monaco
- Srí Lanka
- Görögország
- Norvégia

### Más versenyeken
Néhány versenyző más nemzetközi versenyen is részt vett.
- Miss Európa 1953
  -  Monaco Elizabeth Chovisky
  -  Finnország Maija-Riitta Tuomaala
  -  Hollandia Yvonne de Meijer

## Érdekesség
Miss Norvégia ikertestvére ugyanebben az évben a Miss Universe 1953 versenyen vett részt, ahol középdöntős lett.

## Külső hivatkozások
- Miss World hivatalos honlap
- GlobalBeauties.com
- Pageantopolis.com
- CriticalBeauty.com

- Miss World győztesek 1951-2013